# Lizac
Lizac település Franciaországban, Tarn-et-Garonne megyében. Lakosainak száma 545 fő (2022. január 1.). Lizac Les Barthes, Labastide-du-Temple, Lafrançaise, Meauzac és Moissac községekkel határos.

## Népesség
A település népessége az elmúlt években az alábbi módon változott:
| Lakosok száma | 507  | 501  | 519  | 510  | 520  | 529  | 539  | 537  | 545  |
|               | 2013 | 2015 | 2016 | 2017 | 2018 | 2019 | 2020 | 2021 | 2022 |